# 谷口栄斗
谷口 栄斗（たにぐち ひろと、1999年9月30日 - ）は、神奈川県出身のプロサッカー選手。Jリーグ・東京ヴェルディ所属。ポジションはディフェンダー（DF）。

## 略歴
小学校から高校まで東京ヴェルディのアカデミーに在籍。しかし同期でトップチームに昇格できたのは藤本寛也のみで、高校卒業後は国士舘大学に進学した。2021年6月、2022年シーズンからの東京ヴェルディ加入内定、並びに特別指定選手承認が発表された。
2022年、東京ヴェルディに正式加入。2月27日、J2リーグ第2節の栃木SC戦でスタメン出場しプロデビュー。3月26日、第6節のモンテディオ山形戦でプロ初ゴールを決めた。
2023年、自身初の開幕スタメンを掴んだものの、2月26日、J2第2節の大分トリニータ戦後に負傷離脱。その後復帰するも、7月9日、第25節のFC町田ゼルビア戦（東京クラシック）でまたも負傷離脱（その後、8月26日、第32節のファジアーノ岡山戦で復帰）。クラブはJ1昇格プレーオフを経て16年ぶりとなるJ1復帰を果たしたものの、自身は前年に比べ出場試合数を大きく減らしてしまう、故障に悩まされたシーズンとなった。
2024年も引き続き東京ヴェルディに在籍。4月3日、J1第6節の湘南ベルマーレ戦でJ1初ゴールを記録。クラブの5646日ぶりのJ1での勝利および、J1でのアウェイゲーム通算100勝に大きく貢献した。しかし4月13日、第8節のFC東京戦（東京ダービー）で去年に続き負傷離脱。本格的な復帰は6月15日、第18節のサンフレッチェ広島戦までずれ込むこととなり、前半節（第1節～第19節）を半分近く棒に振ってしまうこととなった。その後は累積警告で出場停止となった1試合を除き全試合に帯同。チームのホーム最終戦となる11月30日、第37節の川崎フロンターレ戦では、自身初となるハットトリックを、すべてセットプレーからのゴールで達成した。ヴェルディの選手がJ1でハットトリックを達成したのは19年ぶり10回目（7人目）の快挙となったものの、同試合で川崎の山田新もハットトリックを達成したため、試合には敗れた。

## 所属クラブ
- 荻野サッカー少年団
- 東京ヴェルディジュニア
- 東京ヴェルディジュニアユース
- 東京ヴェルディユース
- 国士舘大学
  - 2021年6月 - 同年12月  東京ヴェルディ（特別指定選手）
- 2022年 -  東京ヴェルディ

## 個人成績
| 国内大会個人成績 | 国内大会個人成績 | 国内大会個人成績 | 国内大会個人成績 | 国内大会個人成績 | 国内大会個人成績 | 国内大会個人成績 | 国内大会個人成績 | 国内大会個人成績 | 国内大会個人成績 | 国内大会個人成績 | 国内大会個人成績 |
| 年度             | クラブ           | 背番号           | リーグ           | リーグ戦         | リーグ戦         | リーグ杯         | リーグ杯         | オープン杯       | オープン杯       | 期間通算         | 期間通算         |
| 年度             | クラブ           | 背番号           | リーグ           | 出場             | 得点             | 出場             | 得点             | 出場             | 得点             | 出場             | 得点             |
| 日本             | 日本             | 日本             | 日本             | リーグ戦         | リーグ戦         | リーグ杯         | リーグ杯         | 天皇杯           | 天皇杯           | 期間通算         | 期間通算         |
| ---------------- | ---------------- | ---------------- | ---------------- | ---------------- | ---------------- | ---------------- | ---------------- | ---------------- | ---------------- | ---------------- | ---------------- |
| 2022             | 東京V            | 23               | J2               | 34               | 1                | -                | -                | 4                | 0                | 38               | 1                |
| 2023             | 東京V            | 3                | J2               | 20               | 1                | -                | -                | 1                | 0                | 21               | 1                |
| 2024             | 東京V            | 3                | J1               | 29               | 5                | 0                | 0                | 1                | 0                | 30               | 5                |
| 2025             | 東京V            | 3                | J1               |                  |                  |                  |                  |                  |                  |                  |                  |
| 通算             | 日本             | 日本             | J1               | 29               | 5                | 0                | 0                | 1                | 0                | 30               | 5                |
| 通算             | 日本             | 日本             | J2               | 54               | 2                | -                | -                | 5                | 0                | 59               | 2                |
| 総通算           | 総通算           | 総通算           | 総通算           | 83               | 7                | 0                | 0                | 6                | 0                | 89               | 7                |

- 2021年は特別指定選手としての公式戦出場なし

出場歴
- Jリーグ初出場 - 2022年2月27日 J2第2節 栃木SC戦 (味の素スタジアム)
- Jリーグ初得点 - 2022年3月26日 J2第6節 モンテディオ山形戦 (NDソフトスタジアム山形)
- その他の公式戦
  - 2023年 J1昇格プレーオフ 2試合0得点

## 代表・選抜歴
- 2017年 U-18日本代表[7]
- 2018年 U-19日本代表[8]
- 2018年 U-19全日本大学選抜[9]
- 2020年 関東B・北信越選抜[10]